# 11719 Hicklen
11719 Hicklen è un asteroide della fascia principale. Scoperto nel 1998, presenta un'orbita caratterizzata da un semiasse maggiore pari a 2,7713112 UA e da un'eccentricità di 0,0356001, inclinata di 1,86789° rispetto all'eclittica.